# Chemaudin et Vaux
Chemaudin et Vaux község Franciaország Burgundia-Franche-Comté régiójában, Doubs megyében. Új községként 2017. január 1-jén jött létre Chemaudin és Vaux-les-Prés község egyesítésével. A korábbi községek egyesülésekor az új község lélekszáma 1904 fő lett. Lakosainak száma 2114 fő (2022. január 1.).

## Népesség
| Lakosok száma | 1875 | 1937 | 1976 | 2021 | 2067 | 2114 | 2114 |
|               | 2015 | 2017 | 2018 | 2019 | 2020 | 2021 | 2022 |